# Estadio Nihondaira
El Estadio Nihondaira (静岡市日本平スタジアム Shizuoka-shi Nihondaira Sutajiamu?, (IAI Stadium Nihondaira por motivos de patrocinio)) es un estadio multipropósito ubicado en la ciudad de Shizuoka, Japón. Es utilizado principalmente para los partidos como local del Shimizu S-Pulse desde 1993. El estadio puede albergar hasta 20 339 personas. 